# Alannah Myles
Alannah Myles (Toronto, Kanada, 25. prosinca 1958.) kanadska je pjevačica i tekstopisac. 

## Životopis
Glazbenu karijeru počinje 1989. debitantskim albumom Alannah Myles. Obilježili su ga poznati singlovi  "Love Is", "Lover of Mine", "Still Got This Thing" te uspješni i međunarodno poznati singl "Black Velvet" za kojega je nagrađena nagradom Grammy za najbolju žensku rock izvedbu 1990. Drugi studijski album Rockinghorse izdaje 1992.
Komercijalno manje uspješan od prvoga, album je bio nominiran za nagradu Grammy. Tri su singla s albuma: "Song Instead Of A Kiss", "Our World, Our Times" i "Sonny Say You Will". Slijedila su tri manje uspješna studijska albuma: A-lan-nah (1995.), A Rival (1997.) i Black Velvet (2008.) S pjevačem Zuccherom je 1997. snimila singl "What Are We Waiting For?" za film Princ Valiant.

## Diskografija

### Studijski albumi
- Alannah Myles (1989.)
- Rockinghorse (1992.)
- A-lan-nah (1995.)
- A Rival (1997.)
- Black Velvet  (2008.)
- 85 BPM (2014.)

### Kompilacije
- Alannah Myles: The Very Best Of (1999.)

## Vanjske poveznice
- Službena stranica  Arhivirana inačica izvorne stranice od 26. ožujka 2004. (Wayback Machine)